# Sint Canarus
Sint Canarus is een Belgisch bier van hoge gisting. Het wordt gebrouwen door De Proefbrouwerij te Lochristi in opdracht van Huisbrouwerij Sint Canarus te Gottem, een deelgemeente van de stad Deinze.

## Achtergrond
Sint Canarus Tripel was het eerste bier van Huisbrouwerij Sint Canarus. De naam is afgeleid van “Semper paratus”, de kenspreuk van de brandweer van Deinze. Naar analogie hiermee heette het bier eerst Semper Canarus (altijd dronken), maar al snel werd dit omgezet in Sint Canarus. Omdat de vraag te groot was voor de kleine brouwerij, werd het brouwen uitbesteed aan De Proefbrouwerij.

## Varianten
- Sint Canarus Tripel is een donkerblonde tripel met een alcoholpercentage van 7,5%.[3] Het wordt gebrouwen met hop van Poperinge.
- Sint Canarus 10 jaar is een blond bier met een alcoholpercentage van 8,73%, gebrouwen in 2012 ter gelegenheid van het 10-jarig bestaan van de brouwerij.